# Les Favoris de la lune
Pour plus de détails, voir Fiche technique et Distribution.
Les Favoris de la lune est un film dramatique franco-italo-soviétique réalisé par Otar Iosseliani et sorti en 1984.

## Synopsis
Une galerie de personnages aux profils divers et variés, du cambrioleur artiste à la chanteuse de rock collectionneuse d'art, en passant par un bourgeois dévalisé et voleur, un juge corrompu, etc., liés entre eux par des actions bonnes ou mauvaises.

## Fiche technique
- Titre : Les Favoris de la lune
- Réalisation : Otar Iosseliani
- Scénario : Otar Iosseliani et Gérard Brach
- Photographie : Philippe Théaudière
- Costumes : Mic Cheminal
- Décors : Dimitri Eristavi
- Musique: Nicolas Zourabichvili
- Son : Alix Comte et Claude Bertrand
- Mixage : Jacques Maumont
- Montage : Dominique Bellfort
- Production : FR3 Cinéma
- Pays de production :  Union soviétique -  France -  Italie
- Format : Couleurs - Mono - 35 mm
- Genre : drame
- Durée : 105 minutes
- Dates de sortie : 
  - Italie : 1984 (Mostra de Venise)
  - France : 6 février 1985

## Distribution
- Katja Rupé : Claire
- Alix de Montaigu : Delphine Laplace
- François Michel : Philippe
- Jean-Pierre Beauviala : Colas
- Pascal Aubier : Monsieur Laplace
- Christiane Bailly : Agnès
- Bernard Eisenschitz : Gustave
- Hans Peter Cloos : Monsieur Duphour-Paquet
- Maïté Nahyr : Madeleine Duphour-Paquet
- Mathieu Amalric : Julien
- Vincent Blanchet : terroriste
- László Szabó : terroriste
- Yannick Carpentier : policier
- Fanny Dupin : Rivière
- Marie Parra Aledo : Blanche
- Gabriella Sheer : Nicole
- Noël Simsolo

## Récompenses
- Grand prix du jury de la Mostra de Venise 1984[1]